# 加藤千尋
加藤 千尋（かとう ちひろ、1988年11月22日 - ）は、日本の元女子バレーボール選手。

## 来歴
神奈川県藤沢市出身。ママさんバレーをしていた母親の影響で、小学校3年生からバレーボールを始める。大和南高校では、春高バレー、インターハイに出場し、2005年アジアユース選手権、2006年アジアジュニア選手権（準優勝）、2007年世界ジュニア選手権（3位）を経験した。
2007年、プレミアリーグ・JTマーヴェラスに入団。2007-08プレミアリーグでデビューを果たした。2008年、第1回アジアカップ女子大会の全日本代表メンバーに選出された。 2010-11Vプレミアリーグ、第60回黒鷲旗大会では初優勝と2冠達成に貢献した。
2012年5月、現役引退。

## 球歴
- 全日本代表 - 2008年

## 所属チーム
- 村岡小
- 村岡中
- 神奈川県立大和南高等学校
- JTマーヴェラス（2007-2012年）

## 背番号
- 21（2007-2008年）
- 17（2008-2012年）